# Everybody's in Show-Biz
Everybody's in Show-Biz är ett musikalbum av The Kinks som utgavs 1972 av skivbolaget RCA Records. Det gavs ut som dubbelalbum, där den första skivan består av nya studioinspelningar, och den andra av liveinspelningar från Carnegie Hall. Flera av låtarna som till exempel "Sitting in My Hotel" är kommentarer till det rockstjärneliv Ray Davies själv upplevde. Albumets kändaste låt blev "Supersonic Rocket Ship" som blev en hit med en sextondeplacering på brittiska singellistan. Albumet nådde plats 70 på Billboard 200-listan men misslyckades med att nå placering i hemlandet Storbritannien.

## Låtlista
(upphovsman inom parentes, låtar utan angiven upphovsman av Ray Davies)
Skiva 1
1. "Here Comes Yet Another Day" - 3:53
2. "Maximum Consumption" - 4:04
3. "Unreal Reality" - 3:32
4. "Hot Potatoes" - 3:25
5. "Sitting in My Hotel" - 3:20
6. "Motorway" - 3:28
7. "You Don't Know My Name" (Dave Davies) - 2:34
8. "Supersonic Rocket Ship" - 3:29
9. "Look a Little on the Sunny Side" - 2:47
10. "Celluloid Heroes" - 6:19

Skiva 2
1. "Top of the Pops" - 4:33
2. "Brainwashed" - 2:59
3. "Mr. Wonderful" (Jerry Bock, George David Weiss, Lawrence Holofcener) - 0:42
4. "Acute Schizophrenia Paranoia Blues" - 4:00
5. "Holiday" - 3:53
6. "Muswell Hillbilly" - 3:10
7. "Alcohol" - 5:19
8. "Banana Boat Song" (Irving Burgie, William Attaway) - 1:42
9. "Skin and Bone" - 3:54
10. "Baby Face" (Benny Davis, Harry Akst) - 1:54
11. "Lola" - 1:40